# 2019-es Formula–1 kínai nagydíj
A kínai nagydíj volt a 2019-es Formula–1 világbajnokság harmadik futama, amelyet 2019. április 12. és április 14. között rendeztek meg a Shanghai International Circuit versenypályán, Sanghajban. Ez volt a Formula–1 világbajnokságok történetének 1000. futama.

## Választható keverékek
| Abroncs                  | Friss | Használt |
| ------------------------ | ----- | -------- |
| Kemény keverék (C2)      |       |          |
| Közepes keverék (C3)     |       |          |
| Lágy keverék (C4)        |       |          |
| Intermediate keverék (I) |       |          |
| Esős keverék (W)         |       |          |

## Szabadedzések

### Első szabadedzés
A kínai nagydíj első szabadedzését április 12-én, pénteken délelőtt tartották, magyar idő szerint hajnali 04:00-tól.
| helyezés | versenyző          | csapat/motor          | elért idő  | különbség | futott kör |
| -------- | ------------------ | --------------------- | ---------- | --------- | ---------- |
| 1        | Sebastian Vettel   | Ferrari               | 1:33,911   | −         | 19         |
| 2        | Lewis Hamilton     | Mercedes              | 1:34,118   | +0,207    | 21         |
| 3        | Charles Leclerc    | Ferrari               | 1:34,167   | +0,256    | 21         |
| 4        | Max Verstappen     | Red Bull-Honda        | 1:34,334   | +0,423    | 20         |
| 5        | Valtteri Bottas    | Mercedes              | 1:34,653   | +0,742    | 23         |
| 6        | Daniel Ricciardo   | Renault               | 1:35,239   | +1,328    | 23         |
| 7        | Pierre Gasly       | Red Bull-Honda        | 1:35,428   | +1,517    | 23         |
| 8        | Danyiil Kvjat      | Toro Rosso-Honda      | 1:35,447   | +1,536    | 24         |
| 9        | Lance Stroll       | Racing Point-Mercedes | 1:35,466   | +1,555    | 25         |
| 10       | Romain Grosjean    | Haas-Ferrari          | 1:35,507   | +1,596    | 24         |
| 11       | Kevin Magnussen    | Haas-Ferrari          | 1:35,517   | +1,606    | 25         |
| 12       | Nico Hülkenberg    | Renault               | 1:35,591   | +1,680    | 22         |
| 13       | Lando Norris       | McLaren-Renault       | 1:35,631   | +1,720    | 24         |
| 14       | Alexander Albon    | Toro Rosso-Honda      | 1:35,695   | +1,784    | 26         |
| 15       | Kimi Räikkönen     | Alfa Romeo-Ferrari    | 1:35,729   | +1,818    | 23         |
| 16       | Carlos Sainz Jr.   | McLaren-Renault       | 1:35,756   | +1,845    | 24         |
| 17       | Sergio Pérez       | Racing Point-Mercedes | 1:35,820   | +1,909    | 24         |
| 18       | Robert Kubica      | Williams-Mercedes     | 1:36,847   | +2,936    | 27         |
| 19       | George Russell     | Williams-Mercedes     | 1:37,619   | +3,708    | 29         |
| 20       | Antonio Giovinazzi | Alfa Romeo-Ferrari    | idő nélkül | –         | 2          |

### Második szabadedzés
A kínai nagydíj második szabadedzését április 12-én, pénteken délután tartották, magyar idő szerint reggel 08:00-tól.
| helyezés | versenyző          | csapat/motor          | elért idő | különbség | futott kör |
| -------- | ------------------ | --------------------- | --------- | --------- | ---------- |
| 1        | Valtteri Bottas    | Mercedes              | 1:33,330  | −         | 37         |
| 2        | Sebastian Vettel   | Ferrari               | 1:33,357  | +0,027    | 33         |
| 3        | Max Verstappen     | Red Bull-Honda        | 1:33,551  | +0,221    | 29         |
| 4        | Lewis Hamilton     | Mercedes              | 1:34,037  | +0,707    | 32         |
| 5        | Nico Hülkenberg    | Renault               | 1:34,096  | +0,766    | 31         |
| 6        | Carlos Sainz Jr.   | McLaren-Renault       | 1:34,141  | +0,811    | 36         |
| 7        | Charles Leclerc    | Ferrari               | 1:34,158  | +0,828    | 13         |
| 8        | Lando Norris       | McLaren-Renault       | 1:34,296  | +0,966    | 38         |
| 9        | Daniel Ricciardo   | Renault               | 1:34,336  | +1,006    | 32         |
| 10       | Pierre Gasly       | Red Bull-Honda        | 1:34,455  | +1,125    | 32         |
| 11       | Kimi Räikkönen     | Alfa Romeo-Ferrari    | 1:34,551  | +1,221    | 33         |
| 12       | Alexander Albon    | Toro Rosso-Honda      | 1:34,634  | +1,304    | 37         |
| 13       | Danyiil Kvjat      | Toro Rosso-Honda      | 1:34,694  | +1,364    | 20         |
| 14       | Lance Stroll       | Racing Point-Mercedes | 1:34,779  | +1,449    | 37         |
| 15       | Sergio Pérez       | Racing Point-Mercedes | 1:34,784  | +1,454    | 35         |
| 16       | Kevin Magnussen    | Haas-Ferrari          | 1:34,788  | +1,458    | 34         |
| 17       | Romain Grosjean    | Haas-Ferrari          | 1:35,704  | +2,374    | 32         |
| 18       | Antonio Giovinazzi | Alfa Romeo-Ferrari    | 1:35,914  | +2,584    | 40         |
| 19       | Robert Kubica      | Williams-Mercedes     | 1:36,121  | +2,791    | 38         |
| 20       | George Russell     | Williams-Mercedes     | 1:36,229  | +2,899    | 35         |

### Harmadik szabadedzés
A kínai nagydíj harmadik szabadedzését április 13-án, szombaton délelőtt tartották, magyar idő szerint reggel 05:00-tól.
| helyezés | versenyző          | csapat/motor          | elért idő | különbség | futott kör |
| -------- | ------------------ | --------------------- | --------- | --------- | ---------- |
| 1        | Valtteri Bottas    | Mercedes              | 1:32,830  | −         | 11         |
| 2        | Sebastian Vettel   | Ferrari               | 1:33,222  | +0,392    | 12         |
| 3        | Charles Leclerc    | Ferrari               | 1:33,248  | +0,418    | 10         |
| 4        | Lewis Hamilton     | Mercedes              | 1:33,689  | +0,859    | 10         |
| 5        | Nico Hülkenberg    | Renault               | 1:33,974  | +1,144    | 11         |
| 6        | Kimi Räikkönen     | Alfa Romeo-Ferrari    | 1:34,246  | +1,416    | 14         |
| 7        | Max Verstappen     | Red Bull-Honda        | 1:34,447  | +1,617    | 5          |
| 8        | Carlos Sainz Jr.   | McLaren-Renault       | 1:34,510  | +1,680    | 9          |
| 9        | Alexander Albon    | Toro Rosso-Honda      | 1:34,600  | +1,770    | 11         |
| 10       | Danyiil Kvjat      | Toro Rosso-Honda      | 1:34,783  | +1,953    | 10         |
| 11       | Lando Norris       | McLaren-Renault       | 1:34,938  | +2,108    | 11         |
| 12       | Sergio Pérez       | Racing Point-Mercedes | 1:35,078  | +2,248    | 9          |
| 13       | Daniel Ricciardo   | Renault               | 1:35,142  | +2,312    | 11         |
| 14       | Lance Stroll       | Racing Point-Mercedes | 1:35,223  | +2,393    | 10         |
| 15       | Pierre Gasly       | Red Bull-Honda        | 1:35,326  | +2,496    | 8          |
| 16       | Antonio Giovinazzi | Alfa Romeo-Ferrari    | 1:35,726  | +2,896    | 12         |
| 17       | Romain Grosjean    | Haas-Ferrari          | 1:35,771  | +2,941    | 14         |
| 18       | Kevin Magnussen    | Haas-Ferrari          | 1:35,998  | +3,168    | 15         |
| 19       | George Russell     | Williams-Mercedes     | 1:36,124  | +3,294    | 10         |
| 20       | Robert Kubica      | Williams-Mercedes     | 1:36,176  | +3,346    | 11         |

## Időmérő edzés
A kínai nagydíj időmérő edzését április 13-án, szombaton futották, magyar idő szerint reggel 08:00-tól.
| helyezés              | rajtszám | versenyző          | csapat/motor          | 1. rész    | 2. rész  | 3. rész    | rajthely   | futott kör |
| --------------------- | -------- | ------------------ | --------------------- | ---------- | -------- | ---------- | ---------- | ---------- |
| 1                     | 77       | Valtteri Bottas    | Mercedes              | 1:32,658   | 1:31,728 | 1:31,547   | 1          | 16         |
| 2                     | 44       | Lewis Hamilton     | Mercedes              | 1:33,115   | 1:31,637 | 1:31,570   | 2          | 16         |
| 3                     | 5        | Sebastian Vettel   | Ferrari               | 1:33,557   | 1:32,232 | 1:31,848   | 3          | 17         |
| 4                     | 16       | Charles Leclerc    | Ferrari               | 1:32,712   | 1:32,324 | 1:31,865   | 4          | 16         |
| 5                     | 33       | Max Verstappen     | Red Bull-Honda        | 1:33,274   | 1:32,369 | 1:32,089   | 5          | 14         |
| 6                     | 10       | Pierre Gasly       | Red Bull-Honda        | 1:33,863   | 1:32,948 | 1:32,930   | 6          | 14         |
| 7                     | 3        | Daniel Ricciardo   | Renault               | 1:33,709   | 1:33,214 | 1:32,958   | 7          | 18         |
| 8                     | 27       | Nico Hülkenberg    | Renault               | 1:33,644   | 1:32,968 | 1:32,962   | 8          | 15         |
| 9                     | 20       | Kevin Magnussen    | Haas-Ferrari          | 1:34,036   | 1:33,150 | idő nélkül | 9          | 16         |
| 10                    | 8        | Romain Grosjean    | Haas-Ferrari          | 1:33,752   | 1:33,156 | idő nélkül | 10         | 15         |
| 11                    | 26       | Danyiil Kvjat      | Toro Rosso-Honda      | 1:33,783   | 1:33,236 |            | 11         | 12         |
| 12                    | 11       | Sergio Pérez       | Racing Point-Mercedes | 1:34,026   | 1:33,299 |            | 12         | 12         |
| 13                    | 7        | Kimi Räikkönen     | Alfa Romeo-Ferrari    | 1:34,125   | 1:33,419 |            | 13         | 12         |
| 14                    | 55       | Carlos Sainz Jr.   | McLaren-Renault       | 1:33,686   | 1:33,523 |            | 14         | 12         |
| 15                    | 4        | Lando Norris       | McLaren-Renault       | 1:34,148   | 1:33,967 |            | 15         | 12         |
| 16                    | 18       | Lance Stroll       | Racing Point-Mercedes | 1:34,292   |          |            | 16         | 6          |
| 17                    | 63       | George Russell     | Williams-Mercedes     | 1:35,253   |          |            | 17         | 9          |
| 18                    | 88       | Robert Kubica      | Williams-Mercedes     | 1:35,281   |          |            | 18         | 9          |
| 107%-os idő: 1:39,144 |          |                    |                       |            |          |            |            |            |
| NK                    | 99       | Antonio Giovinazzi | Alfa Romeo-Ferrari    | idő nélkül |          |            | 19[1]      | 2          |
| NK                    | 23       | Alexander Albon    | Toro Rosso-Honda      | idő nélkül |          |            | boxutca[2] | 0          |

Megjegyzés:
- ↑ 1:  — Antonio Giovinazzi nem tudott mért kört futni, de megkapta a rajtengedélyt a futamra.[4]
- ↑ 2:  — Alexander Albon a harmadik szabadedzésen összetörte az autóját, így nem tudott részt venni az időmérő edzésen, de megkapta a rajtengedélyt a futamra. A thai pilóta új karosszériát kapott, ezért csak a boxutcából rajtolhatott el a futamon.[5]

## Futam
A kínai nagydíj futama április 14-én, vasárnap rajtolt, magyar idő szerint reggel 08:10-kor.
| helyezés | rajtszám | versenyző          | csapat/motor          | futott kör | idő/kiesés oka   | rajthely | Abroncs | pont |
| -------- | -------- | ------------------ | --------------------- | ---------- | ---------------- | -------- | ------- | ---- |
| 1        | 44       | Lewis Hamilton     | Mercedes              | 56         | 1:32:06,350      | 2        |         | 25   |
| 2        | 77       | Valtteri Bottas    | Mercedes              | 56         | +6,552           | 1        |         | 18   |
| 3        | 5        | Sebastian Vettel   | Ferrari               | 56         | +13,744          | 3        |         | 15   |
| 4        | 33       | Max Verstappen     | Red Bull-Honda        | 56         | +27,627          | 5        |         | 12   |
| 5        | 16       | Charles Leclerc    | Ferrari               | 56         | +31,276          | 4        |         | 10   |
| 6        | 10       | Pierre Gasly       | Red Bull-Honda        | 56         | +1:29,307        | 6        |         | 9[3] |
| 7        | 3        | Daniel Ricciardo   | Renault               | 55         | +1 kör           | 7        |         | 6    |
| 8        | 11       | Sergio Pérez       | Racing Point-Mercedes | 55         | +1 kör           | 12       |         | 4    |
| 9        | 7        | Kimi Räikkönen     | Alfa Romeo-Ferrari    | 55         | +1 kör           | 13       |         | 2    |
| 10       | 23       | Alexander Albon    | Toro Rosso-Honda      | 55         | +1 kör           | boxutca  |         | 1    |
| 11       | 8        | Romain Grosjean    | Haas-Ferrari          | 55         | +1 kör           | 10       |         |      |
| 12       | 18       | Lance Stroll       | Racing Point-Mercedes | 55         | +1 kör           | 16       |         |      |
| 13       | 20       | Kevin Magnussen    | Haas-Ferrari          | 55         | +1 kör           | 9        |         |      |
| 14       | 55       | Carlos Sainz Jr.   | McLaren-Renault       | 55         | +1 kör           | 14       |         |      |
| 15       | 99       | Antonio Giovinazzi | Alfa Romeo-Ferrari    | 55         | +1 kör           | 19       |         |      |
| 16       | 63       | George Russell     | Williams-Mercedes     | 54         | +2 kör           | 17       |         |      |
| 17       | 88       | Robert Kubica      | Williams-Mercedes     | 54         | +2 kör           | 18       |         |      |
| 18[4]    | 4        | Lando Norris       | McLaren-Renault       | 50         | baleseti sérülés | 15       |         |      |
| ki       | 26       | Danyiil Kvjat      | Toro Rosso-Honda      | 41         | baleseti sérülés | 11       |         |      |
| ki       | 27       | Nico Hülkenberg    | Renault               | 16         | erőforrás        | 8        |         |      |

Megjegyzés:
- ↑ 3:  — Pierre Gasly a helyezéséért járó pontok mellett a versenyben futott leggyorsabb körért további 1 pontot szerzett.
- ↑ 4:  — Lando Norris nem ért célba, de helyezését értékelték, mert a versenytáv több, mint 90%-át teljesítette.

## A világbajnokság állása a verseny után
| H   | Versenyzők       | Pont | H   | Konstruktőrök             | Pont |
| --- | ---------------- | ---- | --- | ------------------------- | ---- |
| 1.  | Lewis Hamilton   | 68   | 1.  | Mercedes                  | 130  |
| 2.  | Valtteri Bottas  | 62   | 2.  | Ferrari                   | 73   |
| 3.  | Max Verstappen   | 39   | 3.  | Red Bull-Honda            | 52   |
| 4.  | Sebastian Vettel | 37   | 4.  | Renault                   | 12   |
| 5.  | Charles Leclerc  | 36   | 5.  | Alfa Romeo-Ferrari        | 12   |
| 6.  | Pierre Gasly     | 13   | 6.  | Haas-Ferrari              | 8    |
| 7.  | Kimi Räikkönen   | 12   | 7.  | McLaren-Renault           | 8    |
| 8.  | Lando Norris     | 8    | 8.  | Racing Point-BWT Mercedes | 7    |
| 9.  | Kevin Magnussen  | 8    | 9.  | Toro Rosso-Honda          | 4    |
| 10. | Nico Hülkenberg  | 6    | 10. | Williams-Mercedes         | 0    |

(A teljes táblázat)

## Statisztikák
- Vezető helyen:
  - Lewis Hamilton: 56 kör (1-56)
- Valtteri Bottas 7. pole-pozíciója.
- Lewis Hamilton 75. futamgyőzelme.
- Pierre Gasly 1. versenyben futott leggyorsabb köre.
- A Mercedes 90. futamgyőzelme.
- Lewis Hamilton 137., Valtteri Bottas 33., Sebastian Vettel 112. dobogós helyezése.
- A Formula–1 világbajnokságok történetének 1000. futama.